# Euporus kuntzeni
Euporus kuntzeni är en skalbaggsart som beskrevs av Schmidt 1922. Euporus kuntzeni ingår i släktet Euporus och familjen långhorningar. Inga underarter finns listade i Catalogue of Life.